# Blaye-les-Mines
 Blaye-les-Mines là một xã trong tỉnh Tarn thuộc vùng Occitanie ở miền nam nước Pháp. Xã này nằm ở khu vực có độ cao trung bình 339 mét trên mực nước biển.